# Emuelloidea
Los emueloideos (Emuelloidea) son una superfamilia de trilobites redlíquidos propios del Cámbrico inferior. Incluye dos familias, Emuellidae y Megapharanaspidae.

## Morfología
En el céfalon, la región que comprende la glabela y la mejilla fija tiene forma subcuadrada. La glabela posee forma cilíndrica, y tiene tres pares de surcos glabelares. La zona preglabelar suele ser muy pequeña en el caso de que exista, y el borde del ojo es largo y ancho. La mejilla libre posee una gran espina genal, y el hipostoma, el cual se encuentra unido a la estrecha placa rostral, es conterminante.
El tórax se encuentra dividido en un protórax y en un gran opistotórax. El protórax contiene de tres a seis segmentos, siendo siempre macropleural el último de ellos. El opistotórax posee un número de segmentos muy elevado, llegando a alcanzar hasta 95 segmentos en el caso del género Balcoracania, lo que le convierte en el trilobites con mayor número de segmentos torácicos.
El pigidio es minúsculo y estrecho, y posee forma discoide.